# Avenue Louis Bertrand
Pour les articles homonymes, voir Louis Bertrand.
L'avenue Louis Bertrand (en néerlandais : Louis Bertrandlaan) est une avenue bruxelloise de la commune de Schaerbeek qui commence au pied de l'église Saint-Servais sur la chaussée de Haecht et descend vers le parc Josaphat en s'ouvrant en fourche, une branche se terminant au boulevard Lambermont et l'autre à l'avenue Paul Deschanel.

## Histoire et description
L'avenue porte le nom d'un écrivain et homme politique belge, Louis Bertrand, né à Molenbeek-Saint-Jean en 1856 et décédé à Schaerbeek en 1943.
Le percement de la nouvelle avenue entraîna la destruction du noyau du village de Schaerbeek autour de l'ancienne église Saint-Servais, désaffectée depuis 1876. Le vase des Bacchanales, une œuvre de Godefroid Devreese située au centre de l'avenue, se trouve à l'emplacement du chœur de l'ancienne église. Un tableau de céramiques au rez-de-chaussée du numéro 65 évoque l'aspect du quartier disparu.
La numérotation des habitations va de 1 à 129 pour le côté impair et de 2 à 128 pour le côté pair.
L'unicité de la rue est due en partie aux concours de façade (ayant inspirés ceux de la ville de Paris) qui étaient organisés dans la commune entre 1905 et 1914. Douze habitations y ont remporté un prix.
Le jeudi 30 janvier 2020, la Région bruxelloise, sur proposition de son secrétaire d’État chargé de l'Urbanisme, a rendu un arrêté de classement de l’avenue Louis Bertrand. L'avenue, sa perspective et sa berme centrale sont classés.

## Adresses notables
- no 1-2 : Maisons classées par arrêté royal le 23 juillet 1992
- no 15 : Maison dessinée par l'architecte Georges Dhaeyer, style éclectique d'inspiration Renaissance[2]
- nos 33-35 : Musée schaerbeekois de la bière
- no 43 : Maison Verhaeghe classée par arrêté royal le 13 juillet 2006 (architecte : Gustave Strauven)
- nos 53-61 : Maisons classées par arrêté royal le 8 mai 2008 (architecte : Gustave Strauven)
- nos 98-104 : Résidence Brusilia

## Galerie de photos

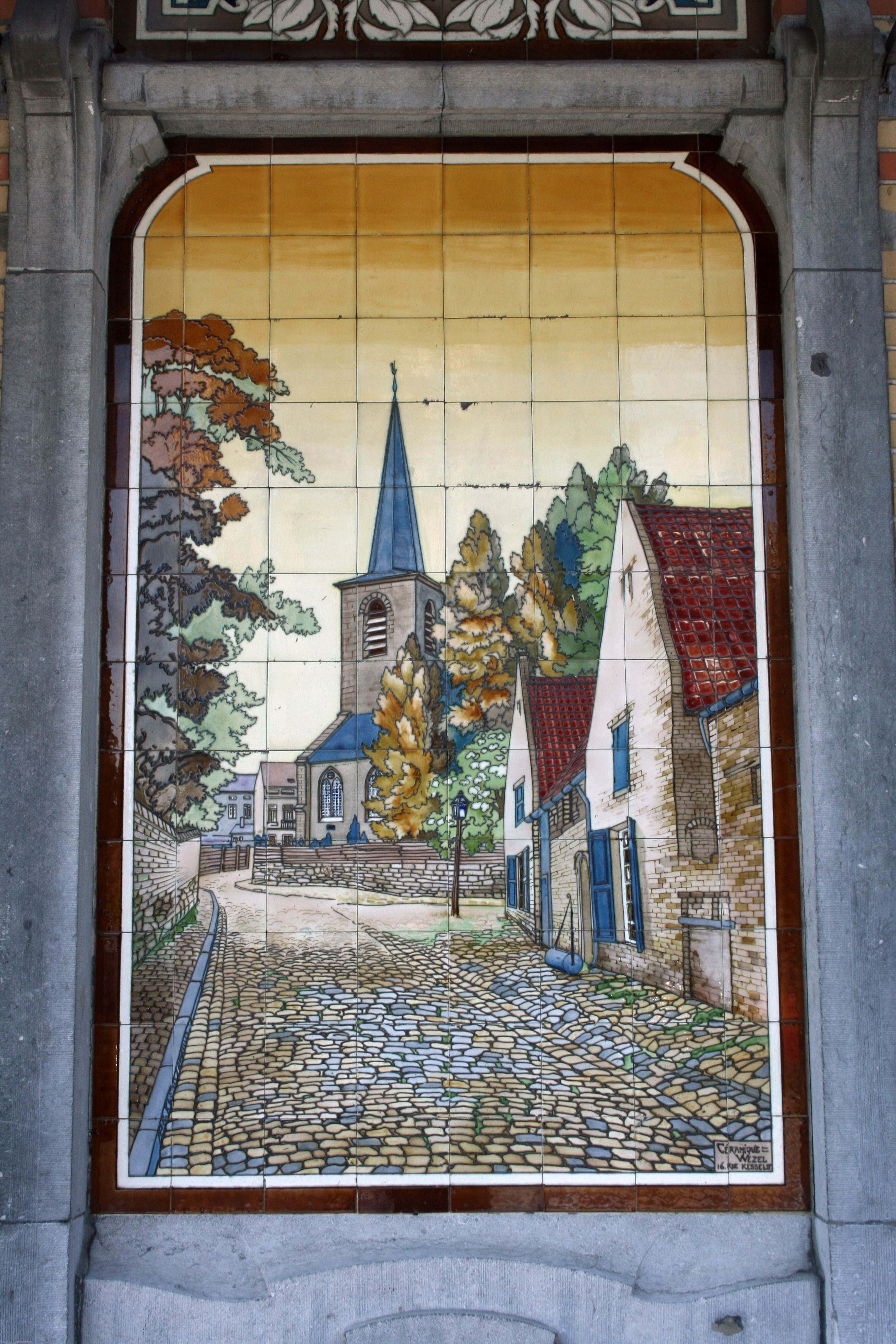
53-61 avenue Louis Bertrand: tableau de céramiques représentant l'ancienne église Saint-Servais
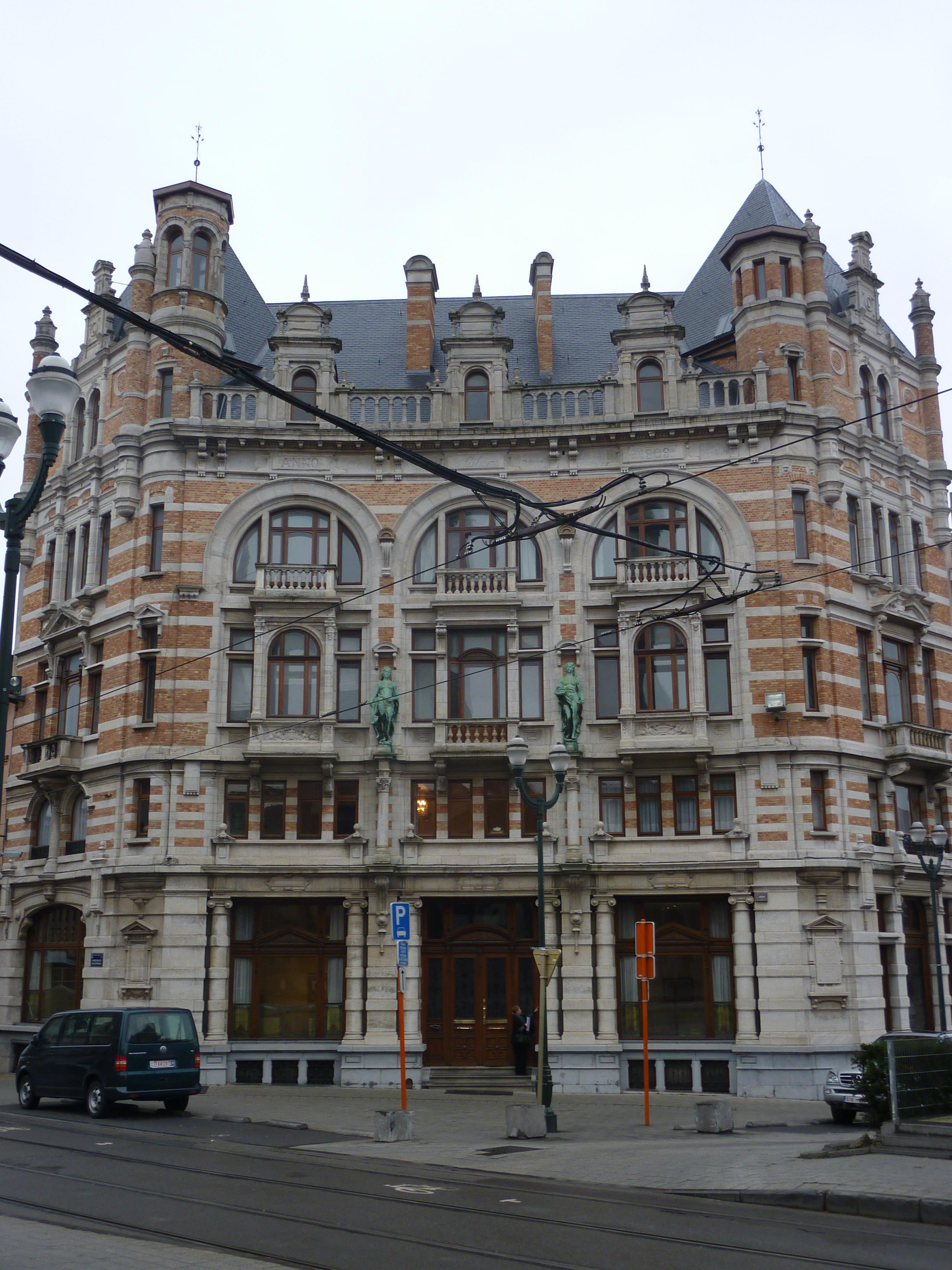
2 avenue Louis Bertrand
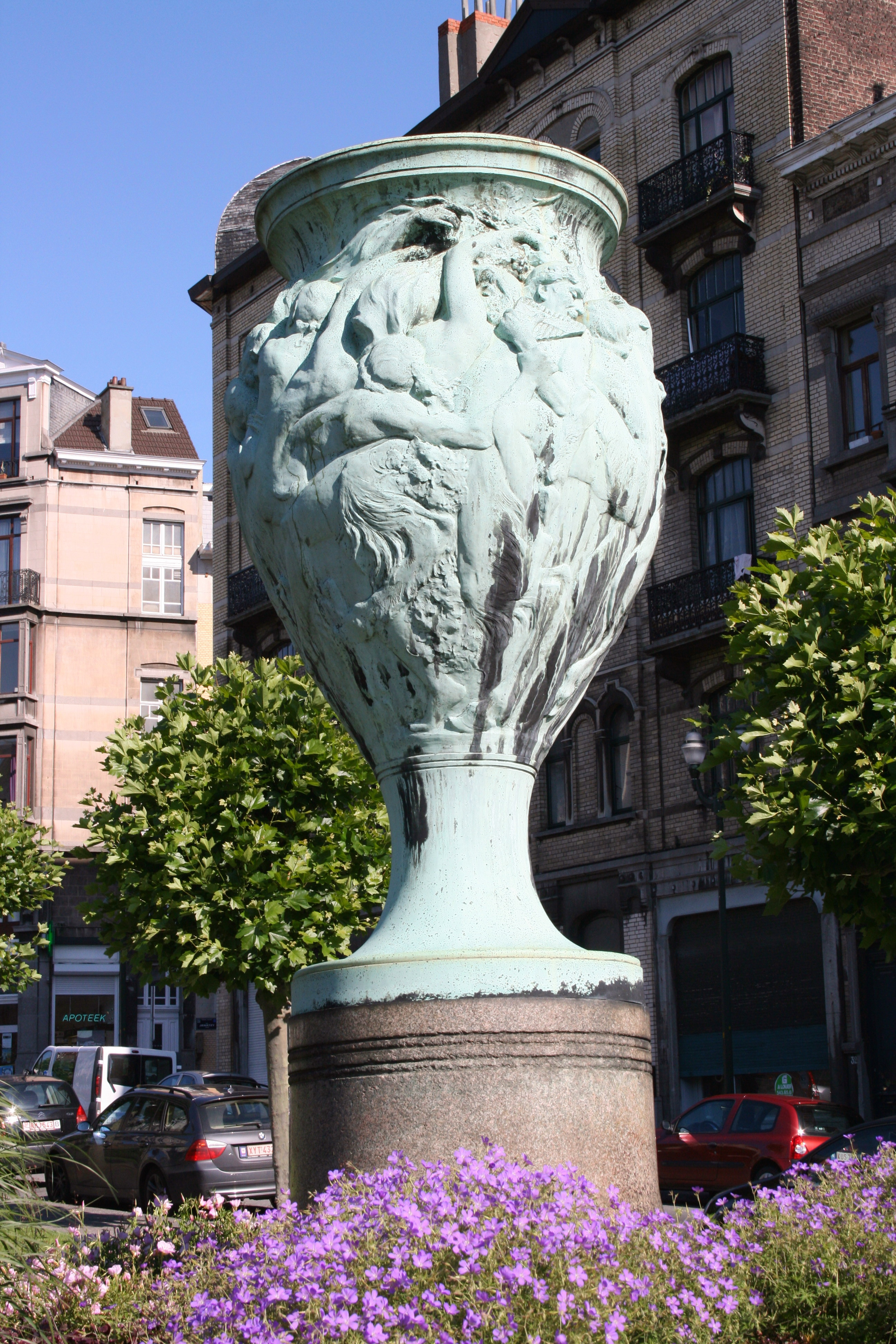
Vase Les Bacchanales
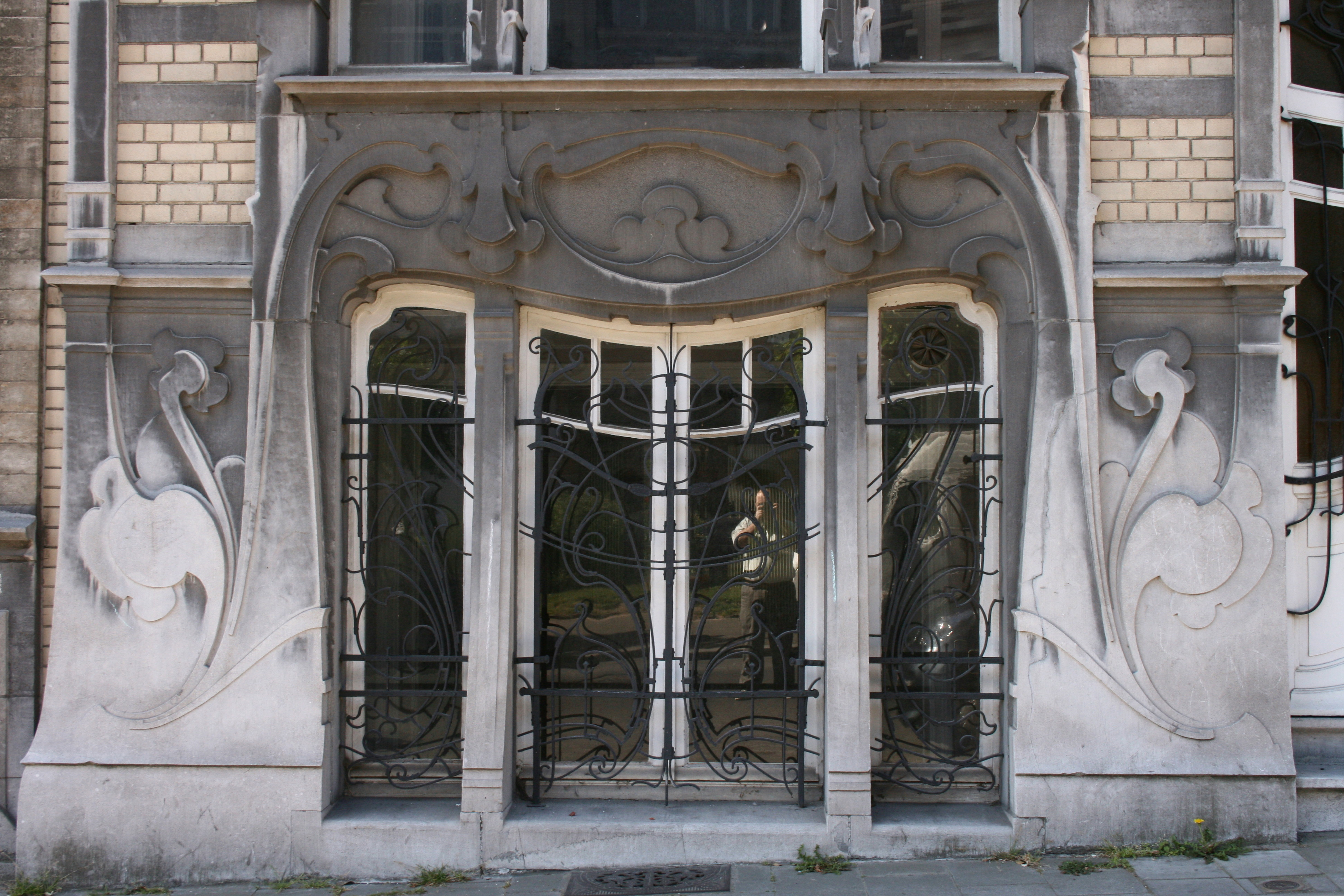
Maison Verhaeghe (Art nouveau)

## Transport en commun
- tram 7 côté boulevard Lambermont
- bus 59 côté rue Herman
- bus 66 côté avenue Voltaire
- tram 92 côté chaussée de Haecht

## Arbres remarquables
Ci-dessous, les 10 arbres remarquables de l'avenue répertoriés par la Commission des monuments et des sites :
| nom français                | nom latin               | cir. en cm |
| --------------------------- | ----------------------- | ---------- |
| Érable plane                | Acer platanoides        | 214        |
| Érable plane                | Acer platanoides        | ?          |
| Platane à feuilles d'érable | Platanus x hispanica    | 314        |
| Platane à feuilles d'érable | Platanus x hispanica    | 299        |
| Platane à feuilles d'érable | Platanus x hispanica    | 269        |
| Sorbier de Scandinavie      | Scandosorbus intermedia | 242        |
| Sorbier de Scandinavie      | Scandosorbus intermedia | 217        |
| Sorbier de Scandinavie      | Scandosorbus intermedia | 216        |
| Sorbier de Scandinavie      | Scandosorbus intermedia | 133        |
| Tilleul argenté             | Tilia tomentosa         | 271        |